# Leif Sevón
Leif Jörgen Arvidsson Sevón, né le 31 octobre 1941 à Helsinki, est un juge et juriste finlandais.
Sevón a obtenu un doctorat en droit à Université d'Helsinki. Il a notamment été à la tête d'une direction du ministère de la Justice, la présidence de la Cour de justice de l'Association européenne de libre-échange, un siège à la Cour de justice de l'Union européenne, et un siège de conseiller à la direction commerciale du ministère des Affaires étrangères. Il quitta la Cour de justice de l'Union en 2002 après sa nomination au poste de président de la Cour suprême de Finlande. Il prit sa retraite de la présidence de la Cour suprême.

## Sources
- (en) Cet article est partiellement ou en totalité issu de l’article de Wikipédia en anglais intitulé « Leif Sevón » (voir la liste des auteurs).